# Kristian Prestrud
Kristian Prestrud (22 octobre 1881 -  11 novembre 1927) est un explorateur polaire norvégien faisant partie de l'expédition Amundsen au pôle Sud entre 1910 et 1912.

## Biographie
Lors du séjour de l'expédition à Framheim, leur camp de base en Antarctique, Prestrud fait des expériences scientifiques avec Hjalmar Johansen.
Il fait partie du groupe de huit hommes choisis lors de la tentative avortée d'atteindre le pôle, le 8 septembre 1911. Forcés de battre en retraite au niveau du dépôt de vivres situé à la latitude de 80°S, ils y vident leurs traîneaux et retournent à Framheim. Le retour est mal organisé, Prestrud et Johansen rentrent six heures après les autres, souffrant de gelures. Prestrud aurait presque sûrement trouvé la mort par hypothermie si Johansen n'avait pas pris soin de lui, le portant sur son dos jusqu'à Framheim.
Le matin suivant Amundsen est vivement critiqué par Johansen, qui a l'expérience de l'exploration polaire grâce à ses voyages avec l'équipage de Fridtjof Nansen en Arctique. Amundsen réagit en diminuant à cinq le nombre d'hommes choisis pour le voyage au pôle. Johansen, Prestrud et Stubberud sont séparés de cette équipe et chargés d'explorer la Terre du Roi-Édouard-VII. Pour humilier encore Johansen, Amundsen fait de Prestrud (moins expérimenté mais ayant le rang de lieutenant dans l'armée de terre norvégienne), le chef de cette équipe. Le 3 décembre 1911, Kristian Prestrud érige un cairn au pied d'une falaise dans les montagnes Alexandra : ce cairn est classé comme monument historique de l'Antarctique.

## Postérité
Dans le film historique et biographique norvégien Voyage au bout de la Terre (Amundsen), réalisé par Espen Sandberg et sorti en 2019, son rôle est interprété par Herbert Nordrum.

## Sources
- (en) Cet article est partiellement ou en totalité issu de l’article de Wikipédia en anglais intitulé « Kristian Prestrud » (voir la liste des auteurs).
- (en) Courte biographie